# 李春香
李春香为中國古典名著《三國演義》中的人物。是侍郎黃奎之妾，與黃奎妻弟苗澤私通，在苗澤授意之下探得黃奎欲殺曹操之意，告知苗澤，苗澤密報曹操，導致黃奎、馬騰事敗被殺。後因曹操看出苗澤人品低劣，將苗澤與李春香一同處斬於市。 

## 《三國演義》第五十七回
二人商議已定，黃奎回家，恨氣未息。其妻再三問之，奎不肯言。不料其妾李春香，與奎妻弟苗澤私通。澤欲得春香，正無計可施。妾見黃奎憤恨，遂對澤曰：「黃侍郎今日商議軍情回，意甚憤恨，不知為何？」澤曰：「汝可以言挑之曰：『人皆說劉皇叔仁德，曹操奸雄，何也？』看他說甚言語。」 
是夜黃奎果到春香房中。妾以言挑之。奎乘醉言曰：「汝乃婦人，尚知邪正，何況我乎？吾所恨者，欲殺曹操也。」妾曰：「若欲殺之，如何下手？」奎曰：「吾已約定馬將軍，明日在城外點兵時殺之。」 
妾告於苗澤，澤報知曹操。操便密喚曹洪，許褚分付如此如此；又喚夏侯淵、徐晃分付如此如此。各人領命去了，一面先將黃奎一家老小拏下。 
次日，馬騰領著西涼兵馬，將次近城，只見前面一簇紅旂，打著丞相旗號。馬騰只道曹操自來點軍，拍馬向前。忽聽得一聲砲響，紅旗開處，弓弩齊發。一將當先，乃曹洪也。馬騰急撥馬回時，兩下喊聲又起。左邊許褚殺來，右邊夏侯淵殺來，後面又是徐晃領兵殺至，截斷西涼軍馬，將馬騰父子三人困在垓心。 
馬騰見不是頭，奮力衝殺。馬鐵早被亂箭射死。馬休隨著馬騰左衝右突，不能得出。二人身帶重傷，坐下馬又被箭射倒，父子二人俱被執。曹操教將黃奎與馬騰父子，一齊綁至。黃奎大叫：「無罪！」操教苗澤對證。馬騰大罵曰：「豎儒誤我大事！我不能為國殺賊，是乃天也！」操命牽出。馬騰罵不絕口，與其子馬休，及黃奎一同遇害。後人有詩讚馬騰曰：父子齊芳烈，忠貞著一門。捐生圖國難，誓死答君恩。嚼血盟言在，誅奸義狀存。西涼推世冑，不愧伏波孫。 
苗澤告操曰：「不願加賞，只求李春香為妻。」操笑曰：「你為了一婦人，害了你姐夫一家，留此不義之人何用！」便教將苗澤，李春香與黃奎一家老小並斬於市。觀者無不歎息。後人有詩歎曰：苗澤因私害藎臣，春香未得反傷身。奸雄不相容恕，枉自圖謀作小人。